# Кампала Сіті Каунсіл
Футбольний клуб «Кампала Кепітел Сіті Ауторіті» (англ. Kampala Capital City Authority Football Club), відоміший під назвою Кампала Сіті Каунсіл (англ. Kampala City Council Football Club) — угандійський професійний футбольний клуб, який базується в місті Кампала. Клуб був заснований у 1963 році, та грає домашні матчі на стадіоні «Філліп Омонді» місткістю 10 тисяч глядачів. «Кампала Сіті Каунсіл» грає у Прем'єр-лізі Уганди, найвищому футбольному дивізіоні країни, та є одним із найбільш титулованих клубів країни, клуб 13 разів ставав чемпіоном країни, та 10 разів вигравав Кубок Уганди.

## Титули і досягнення
- Чемпіон Уганди (13): 1976, 1977, 1981, 1983, 1985, 1991, 1997, 2007—2008, 2012—2013, 2013—2014, 2015—2016, 2016—2017, 2018—2019
- Володар Кубку Уганди (10): 1979, 1980, 1982, 1984, 1987, 1990, 1993, 2004, 2017, 2018
- Володар Клубного кубку КЕСАФА (2): 1978, 2019